# Castillo de Torrijo de la Cañada
El castillo de Torrijo de la Cañada se alza sobre un altozano rocoso de la localidad española de Torrijo de la Cañada en la provincia de Zaragoza.

## Historia
Durante la guerra de los Dos Pedros, Torrijo fue ocupada en diversas ocasiones por tropas castellanas lo que hizo que el rey Pedro IV de Aragón mandara despoblar la mitad de Torrrijo y fortificar la otra mitad asentada sobre el río Manubles. El lugar fue conquistado en 1358 por Pedro I de Castilla apodado el Cruel y nuevamente conquistado por los aragoneses. A pesar de estas medidas, el lugar volvió a conquistarse por Castilla, y el rey castellano nombró como alcaide a Hernán Gutiérrez de Sandoval, que se destacó por su crueldad contra los vecinos de Torrijo contra el que se sublevaron hasta asesinarle, en 1359.

## Descripción
El castillo se encuentra situado en la cota más alta de la población en una posición estratégico, más por su ubicación que por la robustez de su fortaleza. Está construida en tapial, seguramente por la urgencia en fortificar la población ante la guerra que se avecinaba. El recinto es de planta alargada, de aproximadamente cuarenta metros de longitud, con una torre rectangular de mampostería de siete metros de altura muy deteriorada y con las paredes bastante rebajadas en altura respecto a lo que debieron medir en origen. Se puede acceder a pie al castillo a través de una pista que bordea la montaña por la parte posterior. La puerta acceso al recinto se sitúa por el lado orientado a la población y se trata de un arco de medio punto muy toscamente fabricado y en estado de ruina, protegido por un pasillo amurallado que asciende desde el lugar con acceso en recodo. Esta torre estaba a su vez protegida por un recinto alargado muy irregular, del que se conservan algunos muros coronados por almenas piramidales.